# HDB3

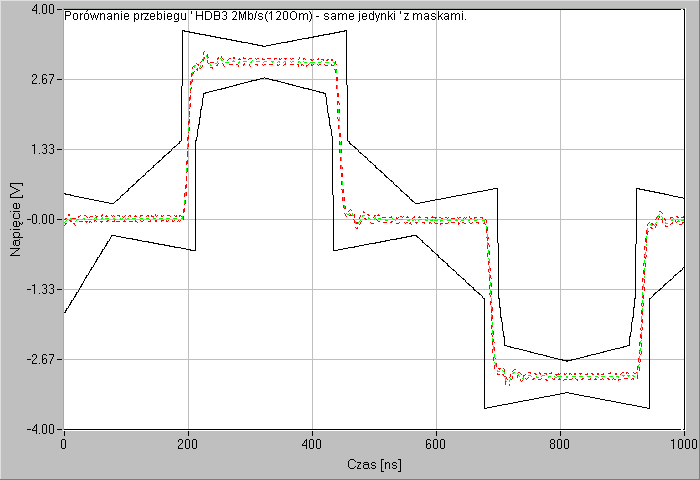
Maska nieramkowanego sygnału PCM kodowanego za pomocą kodu HDB3, wzór "wszystkie jedynki".

HDB3 (ang. High Density Bipolar of order 3 code) – używane w telekomunikacji kodowanie liniowe oparte na kodzie AMI, stosowane głównie w Japonii, Europie i Australii (na przykład w europejskich traktach E1 i następnych). Bardzo podobne do kodowania B8ZS wykorzystywanego w amerykańskich traktach T1.
W polskich liniach przesyłowych stosuje się kod HDB3 głównie przy przesyle sygnałów PDH przy przepływnościach 2, 8 i 34 Mbit/s. Przy przepływności 140 Mbit/s wykorzystywany jest kod CMI.

## Metoda
Kod HDB3 zamienia 4 kolejne bity o wartości 0 ciągiem 000V lub B00V. Wyboru odpowiedniego ciągu dokonuje się w celu, aby kolejne złamania kodowe (wielokrotne występowanie tego samego symbolu – tutaj zer, ang. violation) miały różną polaryzację, czyli oddzielone były nieparzystą liczbą znaków + i −. W  praktyce powoduje to utrzymanie połączenia pomiędzy nadawcą, a odbiorcą w czasie kodowania dużej liczby zer, która może wyglądać jak zakończenie nadawania. To podejście przedstawia poniższa tabela:
| Liczba bitów +/− od ostatniego V | Ciąg | Impuls poprzedzający | Kod  |
| -------------------------------- | ---- | -------------------- | ---- |
| parzysta                         | B00V | +                    | −00− |
| parzysta                         | B00V | −                    | +00+ |
| nieparzysta                      | 000V | +                    | 000+ |
| nieparzysta                      | 000V | −                    | 000- |
W efekcie każde 4 kolejne bity o wartości 0 są zastępowane jednym z ciągów: 000−, 000+, +00+ lub −00−. Aby określić który ciąg musi być użyty, należy  zliczać znaki + i − od ostatniego wystąpienia bitu V. Jeśli ich liczba jest parzysta, to użyty będzie ciąg +00+ lub −00−, a jeśli nieparzysta, to 000− lub 000+. Wiedząc jaki jest znak polaryzacji impulsu poprzedzającego 4 kolejne zera można dokładnie określić jaki ciąg musi być użyty. W przypadku 000V następuje skopiowanie tego znaku polaryzacji w miejsce V, a w przypadku B00V w miejsce B i V wprowadzane są impulsy o odwrotnej polaryzacji niż impuls poprzedzający.

## Przykład kodowania HDB3
Przy ciągu binarnym składającym się z bitów:
1 1 0 1 0 0 0 0 1 0 0 0 0 1 1 0 0 0 0 1 1 1 0 0 0 0 1 1 1 1 0 0 0 0 1 0 1 0 0 0 0
po zastosowaniu kodu HDB3
- + 0 - 0 0 0 V + 0 0 0 V - + B 0 0 V + - + 0 0 0 V - + - + B 0 0 V + 0 - B 0 0 V
otrzymuje się
- + 0 - 0 0 0 - + 0 0 0 + - + - 0 0 - + - + 0 0 0 + - + - + - 0 0 - + 0 - + 0 0 +
W przypadku kodowania kodem AMI wynik byłby następujący:
- + 0 - 0 0 0 0 + 0 0 0 0 - + 0 0 0 0 -  + -  0 0 0 0 + - + -  0 0 0 0 + 0 - 0 0 0 0